# Мікрофізіди
Мікрофізіди (Microphysidae) — невелика родина дрібних клопів (Heteroptera). Включає 29 сучасних видів з 5 родів.

## Поширення
З 29 видів 27 поширені в Палеарктиці (з них 17 в Європі), а два види — в Північній Америці.

## Опис
Клопи дуже маленькі і досягають від 1,2 до 3 мм завдовжки. Голова цих клопів трикутна. Антени чотиричленисті. Самці завжди довгокрилі (макроптери). Напівпокриви (hemielytra) повністю розвинені. Вони мають точкові або лобові прості очі (ocelli) і зовнішнім виглядом нагадують маленьких представників квіткових клопів (Anthocoridae). У самиць укорочені крила без перетинки, а черевце зазвичай розширене, як у попелиці. Тому вони мають зовсім інший вигляд, ніж самці, і здебільшого нагадують маленьких кулястих жуків. Усі ніжки двочленникові. Хоботок (rostrum) трироздільний.

## Спосіб життя
Живуть клопи між лишайниками і мохами на стовбурах старих дерев, рідше на землі. Харчуються яйцями, личинками та імаго дрібних членистоногих.
Самці дуже активні в польоті в період розмноження. Потім вони також зустрічаються на травах, трав'янистих рослинах або деревах за межами місць проживання личинок і самиць. Зимівля відбувається в стадії яйця. Буває лише одне покоління на рік.

## Класифікація
Донедавна багато авторів відносили цих клопів до родини Anthocoridae.
Підродина Microphysinae
- Рід Chinaola Blatchley
- Рід Loricula Curtis (= Microphysa)
- Рід Mallochiola Bergroth
- Рід Myrmedobia Bärensprung
- Рід †Myrmericula Popov
- Рід †Popovophysa McKellar & Engel 2011
- Рід †Tytthophysa Popov & Herczek 2009

Підродина Ciorullinae
- Рід Ciorulla Péricart